# Liegestütz

Liegestütz

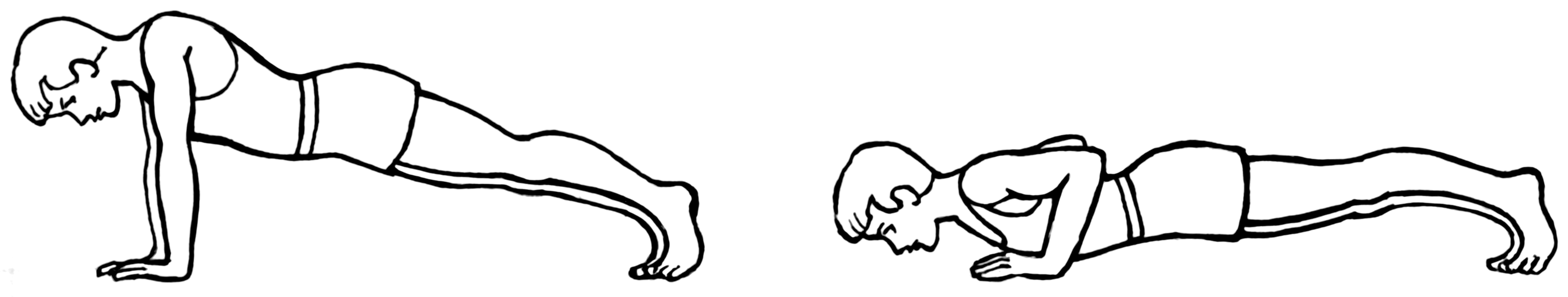
Seitenansicht des Liegestütz

Der Liegestütz (Plural: Liegestütze), auch: die Liegestütze (Plural: Liegestützen), englisch Push-Up oder Press-Up, ist eine sportliche Eigengewichtübung zur Kräftigung der Muskeln, hier speziell Schulter-, Arm- und Brustmuskulatur. Der gestreckte Körper wird dabei von den Armen gestützt, der Blick ist zum Boden hin gerichtet.

## Ausführung
Ausgangsposition des Liegestützes ist die Bauchlage, der Körper ist gestreckt. Die Hände befinden sich etwas über schulterbreit voneinander entfernt am Boden. Die Finger zeigen nach vorne, die Daumen nach innen. Durch gleichzeitiges Anspannen der Arme werden diese gestreckt und der Oberkörper hebt vom Boden ab. Das Gewicht wird gleichmäßig auf Zehenspitzen und Händen verteilt. Kopf, Hals, Wirbelsäule, Gesäß und Knie bilden eine Linie und die Bauchmuskulatur ist angespannt. Nun werden beide Arme gleichzeitig gebeugt und der Oberkörper somit abgesenkt, bis die Nasenspitze fast den Boden berührt. Der Körper bleibt dabei gestreckt.

### Hinweise
- Der Kopf muss beim Liegestütz in einer Linie mit dem Körper sein, der Blick ist auf den Boden gerichtet.[4] Der Kopf darf nicht in den Nacken genommen werden, sonst drohen Zerrungen.[5]
- Das Gesäß sollte weder nach unten durchhängen, noch weit nach oben gestreckt sein.[4] Durch Körperspannung wird eine Hohlkreuzbildung vermieden.[5]
- Um die Brustmuskulatur vollständig zu trainieren, muss die Übung mit größtmöglichem Bewegungsradius durchgeführt werden. Die Trainingswirkung ist umso intensiver, je tiefer der Oberkörper zum Boden gebracht wird.[4]
- Keine ruckartigen, sondern gleichmäßige Bewegungen durchführen.[5]
- Wie im Video gezeigt, werden die Arme vollständig durchgestreckt und die Schultern bis zum Anschlag gespannt. Ein anderes Konzept besagt, dass die Arme nicht ganz durchgestreckt werden, sondern auch in der höchsten Position leicht angewinkelt bleiben, um die Spannung in Brust, Schultern und Trizeps konstant zu halten.[4]
- Beim Hochdrücken ausatmen, beim Absinken einatmen.[3]
- Die Ellenbogen sollten so gut wie möglich nahe dem Rumpf geführt werden (keine ausgestellten „chicken wings“), die Unterarme so gut wie möglich senkrecht bleiben. Dazu am besten „Drehmoment“ mit den Händen gegen den Boden nach außen aufbringen, sodass die Armbeugen (zumindest gefühlt) nach vorne gerichtet sind und die Ellenbogen so gut wie möglich nach hinten zeigen. Dies schont die Ellenbogen und gewährleistet eine effiziente Druckbewegung mit fixierten Schultern. Diese Ausführungsweise ist in [6] ausführlich beschrieben. Im oberen Video wird die hier beschriebene ergonomischere Ellenbogenstellung nicht korrekt durchgeführt (ausgestellte Ellenbogen zu erkennen).

### Varianten

#### Wandliegestütz
Die Wandliegestütze ist die leichteste Liegestützvariante und eignet sich daher vor allem für Einsteiger. Die Ausführung ist so wie bei den normalen Liegestützen, nur dass man aufrecht ungefähr schulterbreit von einer Wand entfernt steht und sich dann mit den Armen an die Wand abstützt. Die Schwierigkeit kann mit zunehmendem Abstand zur Wand gesteigert werden. Je nach Beweglichkeit können die Fußsohlen auf dem Boden bleiben oder es kann auf die Zehenspitzen gegangen werden.

#### Knieliegestütz
Liegestütze sind leichter auszuführen, wenn der Körper statt auf den Zehen auf den Knien aufliegt. Man spricht dann von Knieliegestützen. Bei dieser Variante lasten etwa 50 % des eigenen Körpergewichtes auf den Armen, bei konventionellen Liegestützen sind es ca. 70 %. Die Beine können überschlagen oder nebeneinander gehalten werden.

#### Breiter/enger Liegestütz
Bei breiten Liegestützen werden die Hände etwas weiter als schulterbreit auf den Boden aufgesetzt. Dadurch wird vor allem die Brustmuskulatur beansprucht.

#### Einbeiniger Liegestütz
Ein Liegestütz auf nur einem Bein (der Fuß des passiven Beins wird auf die Ferse des aktiven abgelegt). Da das Körpergewicht nur noch auf drei Punkten liegt und zusätzlich auf die Balance geachtet werden muss, führt dies zu einer erhöhten Körperspannung.

#### Einarmiger Liegestütz

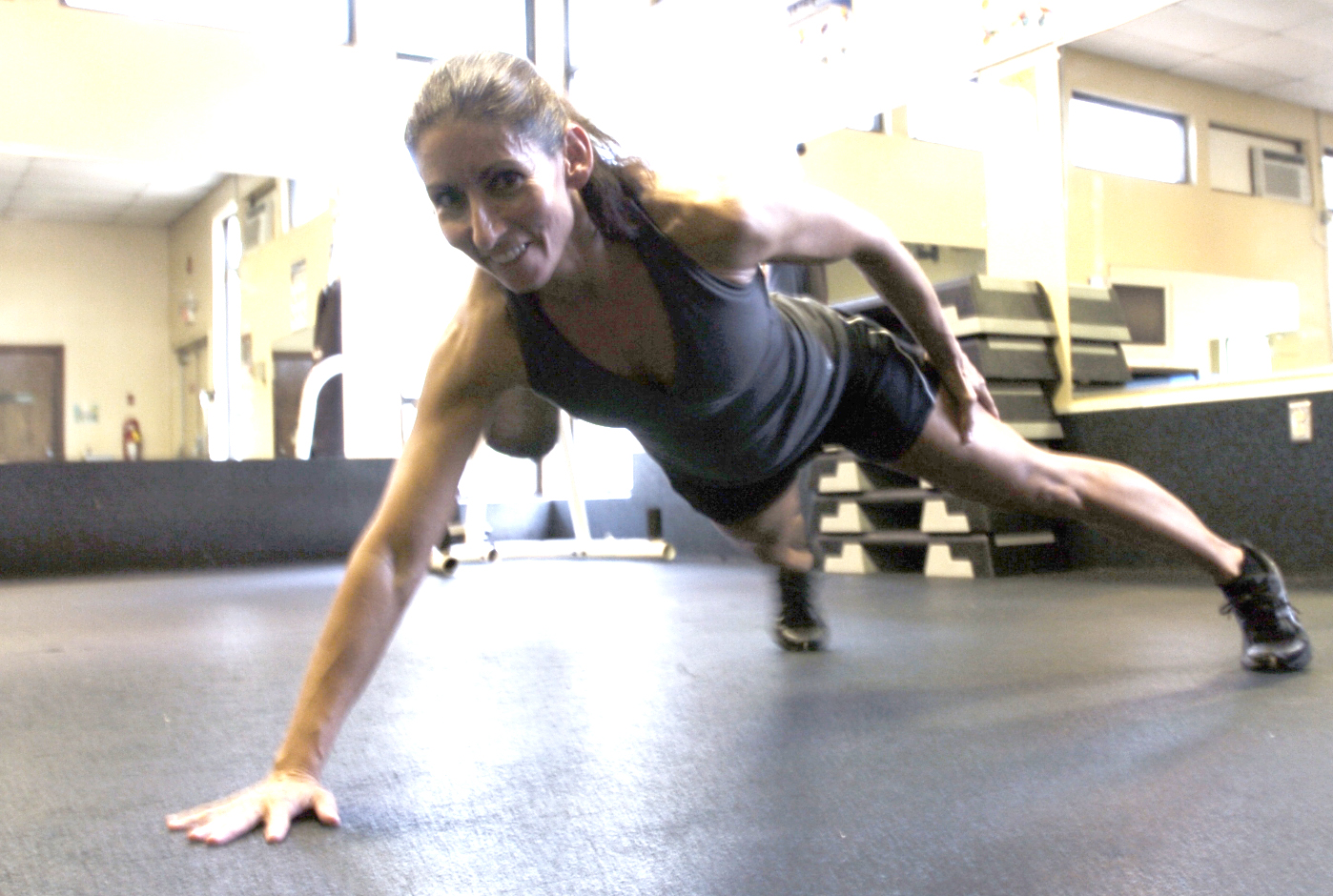
Einarmiger Liegestütz

Liegestütze können bei entsprechender Verlagerung des Gleichgewichts auf nur einem Arm durchgeführt werden.

#### Hoher Liegestütz
Für mehr Gewicht auf den Armen kann man die Füße auf eine höherliegende Kante (z. B. Sofa, Bett, oder als Partnerübung auf dessen Schultern „Jägerliegestütz“) ablegen.
Um mit dem Oberkörper weiter hinunterzureichen, kann man die Füße auf eine höherliegende Kante stellen und jeweils mit einer Hand ebenfalls auf eine andere höherliegende Kante greifen, um den Oberkörper im Zwischenraum weiter als üblicherweise bis auf den Boden herabsenken zu können. Auch das Überstrecken des Kopfes ermöglicht ein tieferes Absenken des ganzen Körpers, der daraufhin in der tiefsten Lage, idealerweise mit Kinn, Hüfte und Fußspitzen, den Bodenkontakt herstellen soll und somit ein maximales Absenken gewährleistet.

#### Variation der Handhaltung

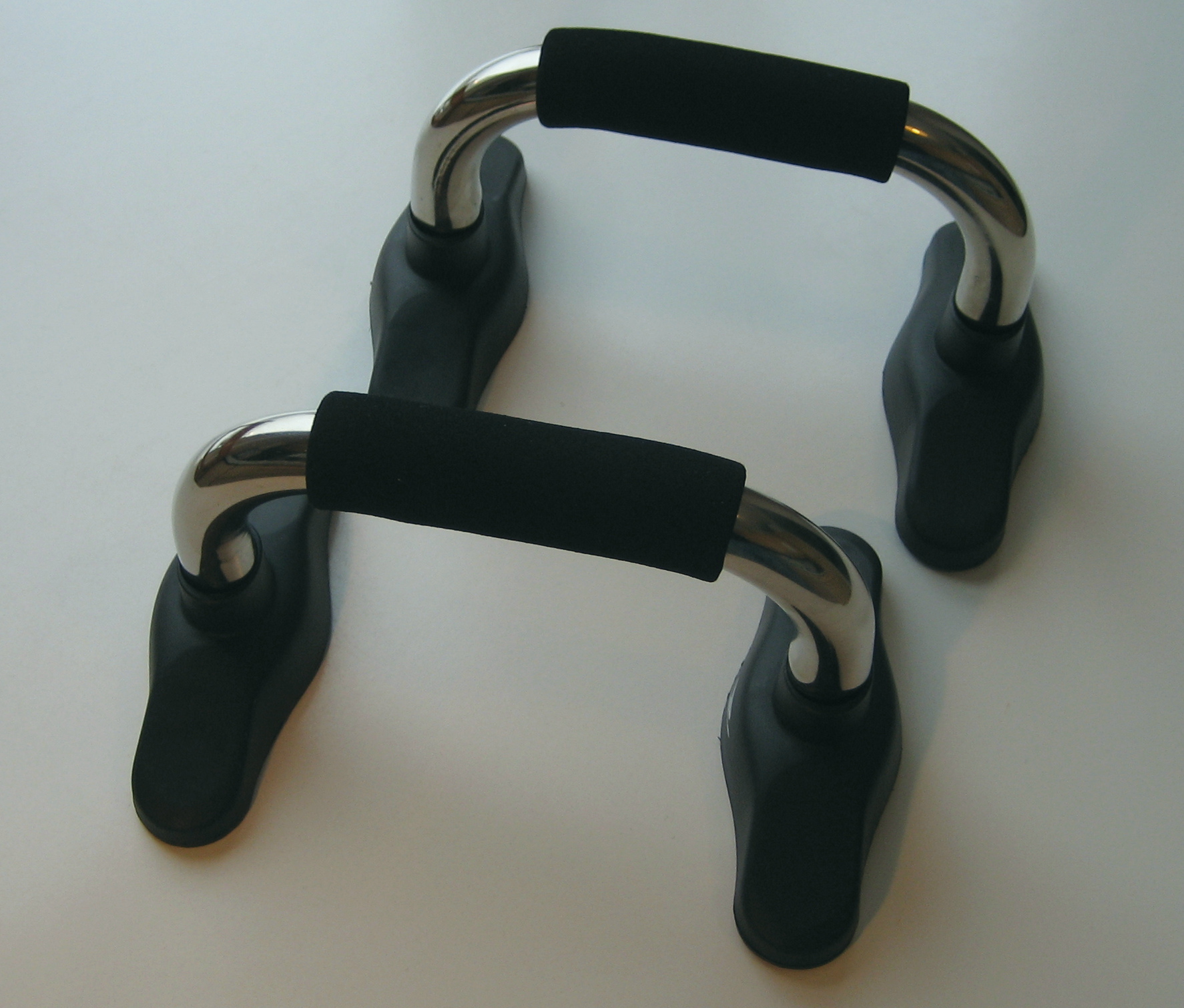
Liegestützgriffe

Liegestütze müssen nicht zwingend auf den Handflächen ausgeführt werden. Weiterhin möglich ist:
- auf den Fingerkuppen (eine hohe Handkraft ist erforderlich. Gutes Beispiel für diese Art der Liegestütze war Bruce Lee, der sie auf nur zwei Fingern ausführte.)
- auf den angespannten Fäusten (zur Schonung/Stärkung der Handgelenke, für einen stärkeren Trainingseffekt und zur Abhärtung: Wichtig hierbei ist, dass diese Art nur auf den Knöcheln des Zeige- und Mittelfingers und einem harten Untergrund praktiziert wird.) Siehe auch: Bare-Knuckle
- auf den Handrücken (eine ungesunde Variante, die es zu vermeiden gilt)
- auf Liegestützgriffen

#### Dands

Der Dand

Die Dands werden auch Hindu-Liegestütz oder indischer Liegestütz genannt. Die grundlegendste Form von Dand beginnt bei der Position Abwärtshund Yoga und geht in eine Position Kobrahaltung über. Es ist in der indischen Körperkultur und in den indischen Kampfkünsten, besonders Pehlwani allgemein. Bruce Lee verwendete es auch in seinem Trainingsprogramm und bezeichnete es als Katzenstretch. Es ist eine effektive Kernkraftübung, da sowohl die vordere Kette als auch die hintere Kette auf harmonische Weise dynamisch einbezogen werden. Es gibt zahlreiche Variationen des hinduistischen Liegestützes, obwohl die meisten die beiden in der einfachsten Version verwendeten Haltungen beinhalten.
Bei dieser Variante entsteht ein Hohlkreuz und es ist umstritten, ob dies zu gesundheitlichen Problemen führen kann. In der Ausgangsposition sind die Beine V-förmig abgespreizt, das Gesäß ist der höchste Punkt. Die Arme sind gestreckt und bilden eine Verlängerung des Rückens. Anschließend wird der Oberkörper abgesenkt, so als ob man durch etwas durchtauchen würde. Danach wird die Hüfte ebenfalls abgesenkt. Nun wird der Oberkörper wieder aufgerichtet, bis die Arme gestreckt sind. Der Kopf wird in den Nacken gelegt. Am Ende wird auch die Hüfte wieder nach oben gedrückt und die Ausgangsposition erreicht.

#### Tibetischer Liegestütz
Bei den tibetischen Liegestützen entsteht ein Hohlkreuz und es ist umstritten, ob dies zu Gesundheitsproblemen führen kann. Daher sollte diese Variante nur vorsichtig ausgeführt werden. Die Ausgangsposition ist identisch mit den Dands. Anschließend wird die Hüfte zum Boden gebracht, die Arme bleiben dabei gestreckt. Danach wird der Oberkörper aufgerichtet (Dehnung des Bauchs), bis am Schluss auch die Hüfte wieder nach oben genommen wird.

#### Dive-Bomber-Liegestütz
Diese Variante sollte nur vorsichtig durchgeführt werden, da es zu einer Hohlkreuzhaltung kommt. Zu Beginn sind die Beine V-förmig abgespreizt, die Hände befinden sich unter den Schultern auf dem Boden. Anschließend wird das Gesäß in die Höhe gebracht, so dass sich die Arme in einer geraden Verlängerung zum Rücken befinden. Die Beine werden so gestreckt wie möglich gehalten. Danach werden die Ellenbogen nach außen gebracht und der Kopf zu einem imaginären Punkt zwischen den Händen abgesenkt. Nun wird der gesamte Körper abgesenkt, bis er parallel zum Boden ist. Der Körper wird jedoch nicht auf den Boden abgesetzt. Während die Hüften unten bleiben, richtet man den Oberkörper auf, bis die Arme gestreckt sind, und legt den Kopf in den Nacken. Anschließend senkt man sich wieder ab und drückt die Hüfte wieder nach oben. Dies wird mehrmals wiederholt, es ist also wie ein Hin- und Herschaukeln.

#### Diamond-Liegestütze
Bei den Diamond Liegestützen werden die Hände direkt nebeneinander auf den Boden aufgesetzt. Daumen und Zeigefinger formen eine Raute (engl. diamond). Beim Absenken bleiben die Ellenbogen nahe am Körper. Die Finger können leicht gespreizt werden, um die Balance besser halten zu können. Trainiert werden bei dieser Variante vor allem die Armstrecker (Musculus triceps brachii).

#### „Lateral Twist“-Liegestütz
Bei den „Lateral Twist“-Liegestützen (auch schräge Liegestützen) wird der Oberkörper beim Absenken auf eine Seite gedreht, beim Hochdrücken auf die andere Seite. Durch diese Bewegung wird zusätzlich die Beweglichkeit der Schulter trainiert.

#### Pferdegang
Liegestütze können auch im Pferdegang trainiert werden: Dabei benutzt man die Arme als Vorder-, die Beine als Hinterbeine, und geht quasi auf allen vieren, wobei man nach jedem Schritt einen Liegestütz ausführt.

#### Versetzter Liegestütz
Bei den versetzten Liegestützen (auch schräge Liegestützen) wird ein Arm in Körperlängsrichtung vor die Schulter, ein Arm hinter die Schulter platziert. Hierbei wird vor allem der Trizeps trainiert.

#### Statischer Liegestütz
Neben den dynamischen Varianten können Liegestütze aber auch statisch, das heißt isometrisch, trainiert werden. Dabei begibt man sich in die gleiche Position wie beim klassischen Liegestütz. Nun wird der Körper so weit abgesenkt, dass die Ellbogen in einem 90°-Winkel gebeugt sind. Diese Stellung hält man so lange, wie es technisch sauber möglich ist.

#### Liegestütz mit Zusatzgewicht
Sobald die Anzahl möglicher Liegestütze zwölf Wiederholungen mit einer Gesamtspannungszeit von 1,5 Minuten übersteigt, wirkt die Übung vor allem für die Kraftausdauer, nicht aber für die Maximalkraft und den Muskelaufbau. Um die Belastung in dieser Situation zu erhöhen, kann mit Gewichtsweste trainiert werden. Der richtigen Technik kommt dabei eine Schlüsselrolle zu, da der Bewegungsapparat aufgrund des Zusatzgewichts stark belastet wird.

#### Mountain Climber
Beim Mountain Climber werden aus der Liegestützposition heraus die Beine abwechselnd nach vorne gezogen.

## Beteiligte Muskeln
Trainiert werden allgemein Brust-, Arm-, Schulter-, Bauch-, Rücken-, Gesäß- und Beinmuskulatur.
Hauptsächlich trainierte Muskeln:
- Deltamuskel (Musculus deltoideus)[5]
- Dreiköpfiger Armstrecker (Musculus triceps brachii)[5]
- Kleiner und großer Brustmuskel (Musculus pectoralis major und Musculus pectoralis minor)[5]

Vor allem zur Stabilisierung beteiligte Muskeln:
- Rückenstrecker (Musculus erector spinae)
- Vierköpfiger Oberschenkelstrecker (Musculus quadriceps femoris)[5]
- Großer und kleiner Rautenmuskel (Musculus rhomboideus major und Musculus rhomboideus minor)[5]
- Vorderer Sägemuskel (Musculus serratus anterior)[5]
- Großer Gesäßmuskel (Musculus gluteus maximus)[5]
- Gerader Bauchmuskel (Musculus rectus abdominis)[5]

## Orthopädische Probleme
Aufgrund der stark angewinkelten Hände kann es zu Schmerzen im Bereich der Handgelenke kommen, die auf einer Überbeanspruchung von Bändern und Sehnen beruhen. Hier kann auf Liegestützgriffe als Hilfsmittel zurückgegriffen oder als alternative Übung das Bankdrücken ausgeübt werden. Außerdem lassen sich Liegestütze zur Schonung des Handgelenks auch auf den Fäusten mit einer weichen Unterlage ausführen.

## Verwendung

### Bundeswehr
Bei der Bundeswehr wurde im Rahmen des früheren Physical Fitness Test (PFT), welcher 2010 durch den Basic Fitness Test (BFT) ersetzt wurde, eine spezielle Form des Liegestützes durchgeführt:
1. Der Ausführende liegt auf dem Bauch, die Hände berühren sich auf dem Rücken.
2. Nun werden beide Hände gleichzeitig neben den Schultern auf den Boden gesetzt und die Arme gestreckt, bis der Körper eine gerade Linie bildet.
3. Eine Hand löst sich vom Boden und berührt den gegenüberliegenden Unterarm.
4. Zurückkehren in die Ausgangsstellung.

### Voltigieren
Liegestütz ist eine Pflichtübung, die in der Leistungsklasse A beim Voltigieren verlangt wird. Der Voltigierer legt hierbei aus der Bank-Fahne die Beine nacheinander mit dem Fußrist auf die Kruppe des Pferdes. Die Beine müssen dabei geschlossen sein und der Körper sollte vom Fußrist bis zum Kopf eine gerade Linie bilden. Der Übungsabbau erfolgt nach vier Galoppsprüngen: Indem der Voltigierer sein Gewicht vermehrt auf die Arme verlagert und gleichzeitig seine Hüfte beugt, zieht er die gestreckten Beine in Richtung Voltigiergurt. Nachdem die maximale Höhe des Schwerpunkts erreicht ist, werden die Beine geöffnet und gleiten weich am Pferd entlang zum Sitz.

### Freiübungs- und Bodenturnen

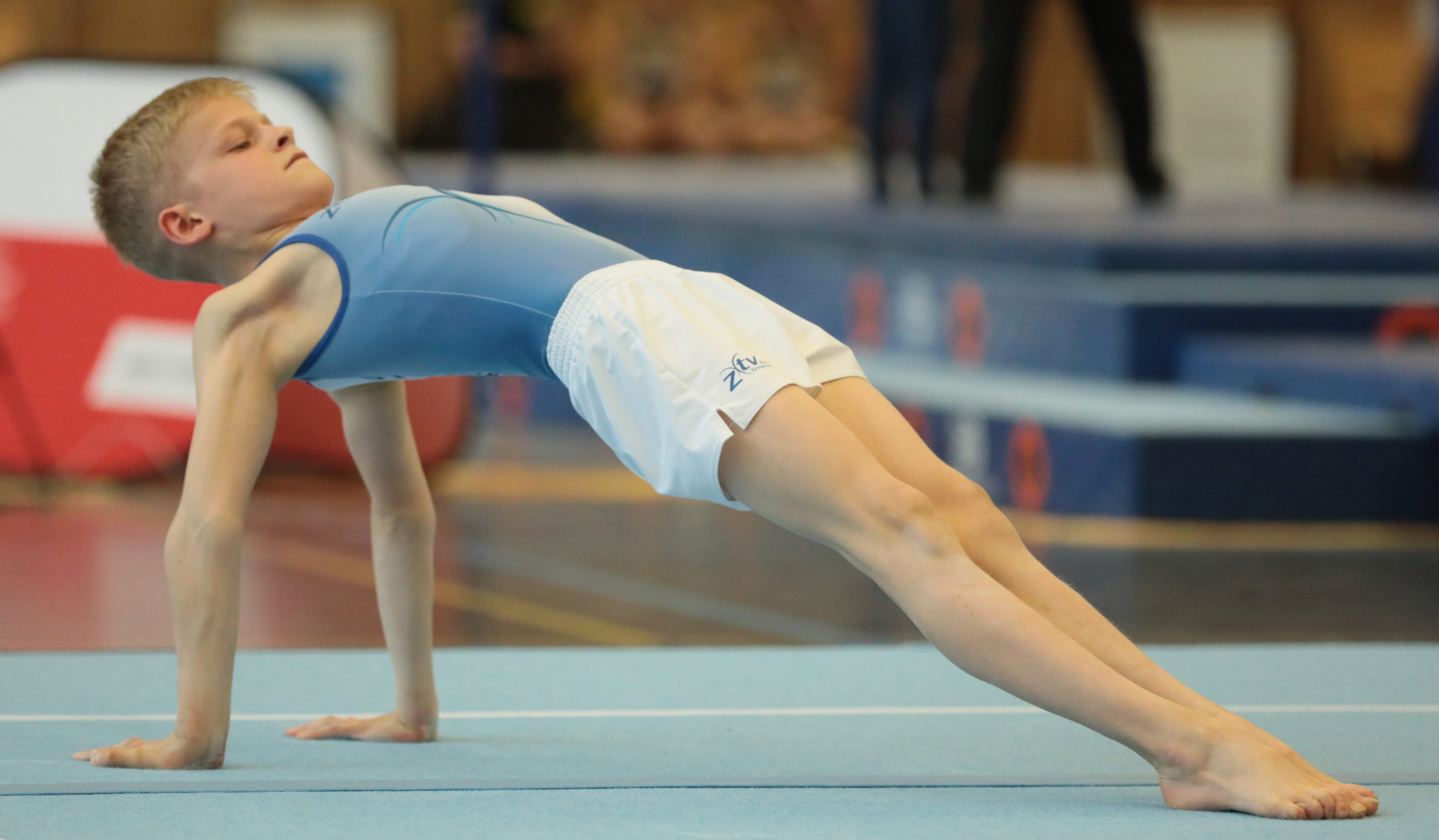
Bodenturner beim Liegestütz rücklings

Der Liegestütz ist eine Grundhaltung im Freiübungs- und Bodenturnen. Dabei wird zwischen Liegestütz vorlings (Blick zum Boden hin) und Liegestütz rücklings (Blick vom Boden weg) unterschieden.

## Weiterführende Literatur
- X. García-Massó, J. C. Colado u. a.: Myoelectric activation and kinetics of different plyometric push-up exercises. In: Journal of strength and conditioning research / National Strength & Conditioning Association. Band 25, Nummer 7, Juli 2011, S. 2040–2047, ISSN 1533-4287. doi:10.1519/JSC.0b013e3181e4f7ce. PMID 21701289.
- J. W. Youdas, B. D. Budach u. a.: Comparison of muscle-activation patterns during the conventional push-up and perfect· pushup? exercises. In: Journal of strength and conditioning research / National Strength & Conditioning Association. Band 24, Nummer 12, Dezember 2010, S. 3352–3362, ISSN 1533-4287. doi:10.1519/JSC.0b013e3181cc23b0. PMID 20664364.
- D. N. Suprak, J. Dawes, M. D. Stephenson: The effect of position on the percentage of body mass supported during traditional and modified push-up variants. In: Journal of strength and conditioning research / National Strength & Conditioning Association. Band 25, Nummer 2, Februar 2011, S. 497–503, ISSN 1533-4287. doi:10.1519/JSC.0b013e3181bde2cf. PMID 20179649.
- B. Chuckpaiwong, T. Harnroongroj: Palmar pressure distribution during push-up exercise. In: Singapore medical journal. Band 50, Nummer 7, Juli 2009, S. 702–704, ISSN 0037-5675. PMID 19644626.